# توماس ستيفنز (ملحن)
توماس ستيفنز (بالإنجليزية: Thomas Stevens)‏ هو ملحن أمريكي، ولد في 29 يوليو 1938، وتوفي في 14 يوليو 2018.

## وصلات خارجية
- توماس ستيفنز على موقع ميوزك برينز (الإنجليزية)
- توماس ستيفنز على موقع ديسكوغز (الإنجليزية)